# Chen Haixia
Chen Haixia (en chino: 陈海霞; 11 de febrero de 1987) es una deportista china que compitió en remo Ganó una medalla de oro en el Campeonato Mundial de Remo de 2006, en la prueba de cuatro scull ligero.

## Palmarés internacional
| Campeonato Mundial | Campeonato Mundial | Campeonato Mundial | Campeonato Mundial  |
| Año                | Lugar              | Medalla            | Prueba              |
| ------------------ | ------------------ | ------------------ | ------------------- |
| 2006               | Eton (Reino Unido) | Medalla de oro     | Cuatro scull ligero |